# Muhlenbergia fragilis
Muhlenbergia fragilis är en gräsart som beskrevs av Jason Richard Swallen. Muhlenbergia fragilis ingår i släktet muhlygräs, och familjen gräs. Inga underarter finns listade i Catalogue of Life.